# Cevo
Cevo (lombardul: Séf, kelet-lombardul: Héf) település Olaszországban, Lombardia régióban, Brescia megyében. Lakosainak száma 817 fő (2023. január 1.). Cevo Berzo Demo, Cedegolo, Ceto, Cimbergo, Saviore dell’Adamello, Sonico és Valdaone községekkel határos.

## Népesség
A település lakossága az elmúlt években az alábbi módon változott:
| Lakosok száma | 887  | 865  | 817  |
|               | 2017 | 2018 | 2023 |